# Mario Cazzaniga
Mario Cazzaniga (* 1900 in Mailand; † in Livorno) war ein italienischer Wasserballspieler.

## Karriere
Cazzaniga nahm mit der italienischen Nationalmannschaft und seinen Teamkollegen Tito Ambrosini, Mario Balla, Arnaldo Berruti, Eugenio Dellacasa, Achille Gavoglio und Giuseppe Valle am olympischen Wasserballturnier 1924 in Paris teil. Die Italiener unterlagen bereits in der ersten Runde dem Team aus Schweden mit 0:7. Damit belegte die Mannschaft den geteilten zehnten Platz unter dreizehn Teilnehmern.
Cazzaniga spielte für den Verein RN Mailand aus Mailand, der in den Jahren 1920 und 1932 die italienische Meisterschaft im Wasserball für sich entscheiden konnte.